# Bolarowo (gmina)
Boljarowo (bułg. Община Болярово) – gmina w południowo-wschodniej Bułgarii, w obwodzie Jamboł.

## Miejscowości
Miejscowości wchodzące w skład gminy Boljarowo:
- Bolarowo (bułg.: Болярово) − siedziba administracyjna gminy,
- Dennica (bułg.: Денница),
- Dybowo (bułg.: Дъбово),
- Golamo Kruszewo (bułg.: Голямо Крушево),
- Gorska polana (bułg.: Горска поляна),
- Iglika (bułg.: Иглика),
- Kamen wrych (bułg.: Камен връх),
- Krajnowo (bułg.: Крайново),
- Małko Szarkowo (bułg.: Малко Шарково),
- Mamarczewo (bułg.: Мамарчево),
- Oman (bułg.: Оман),
- Popowo (bułg.: Попово),
- Rużica (bułg.: Ружица),
- Sitowo (bułg.: Ситово),
- Stefan Karadżowo (bułg.: Стефан Караджово),
- Strandża (bułg.: Странджа),
- Szarkowo (bułg.: Шарково),
- Woden (bułg.: Воден),
- Wyłczi izwor (bułg.: Вълчи извор),
- Złatinica (bułg.: Златиница).